# Morinda yucatanensis
Morinda yucatanensis là một loài thực vật có hoa trong họ Thiến thảo. Loài này được Greenm. mô tả khoa học đầu tiên năm 1907.